# یلنگا گورا
یلنگا گورا (به لاتین: Jelenia Góra) یک منطقهٔ مسکونی در لهستان است که در استان سیلزی سفلی واقع شده‌است. یلنگا گورا ۸۴٬۳۰۶ نفر جمعیت دارد.

## خواهرخوانده
شهرهای باوتسن، چرویا، ارفتشتات و والکیاکوسکی خواهرخوانده‌های یلنگا گورا هستند.

## نگارخانه

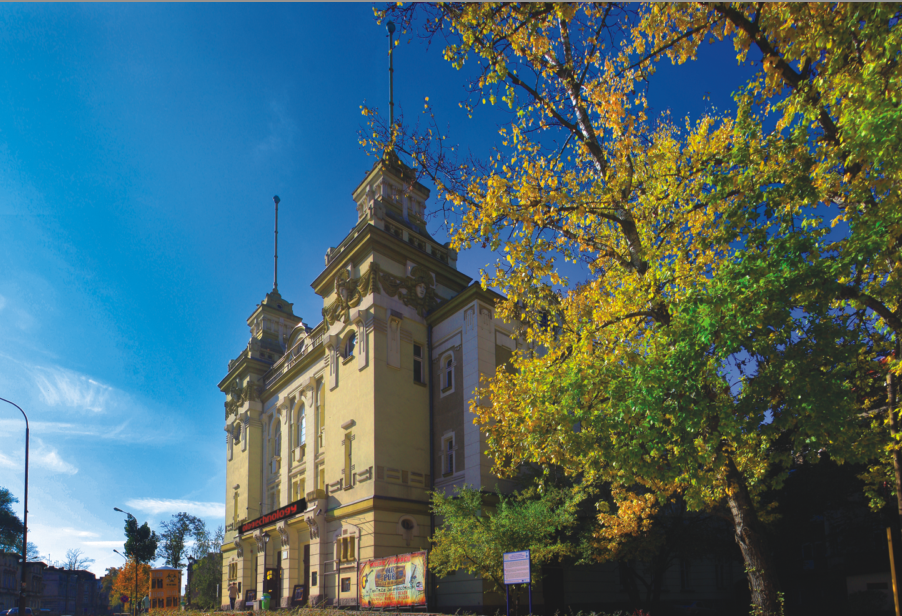
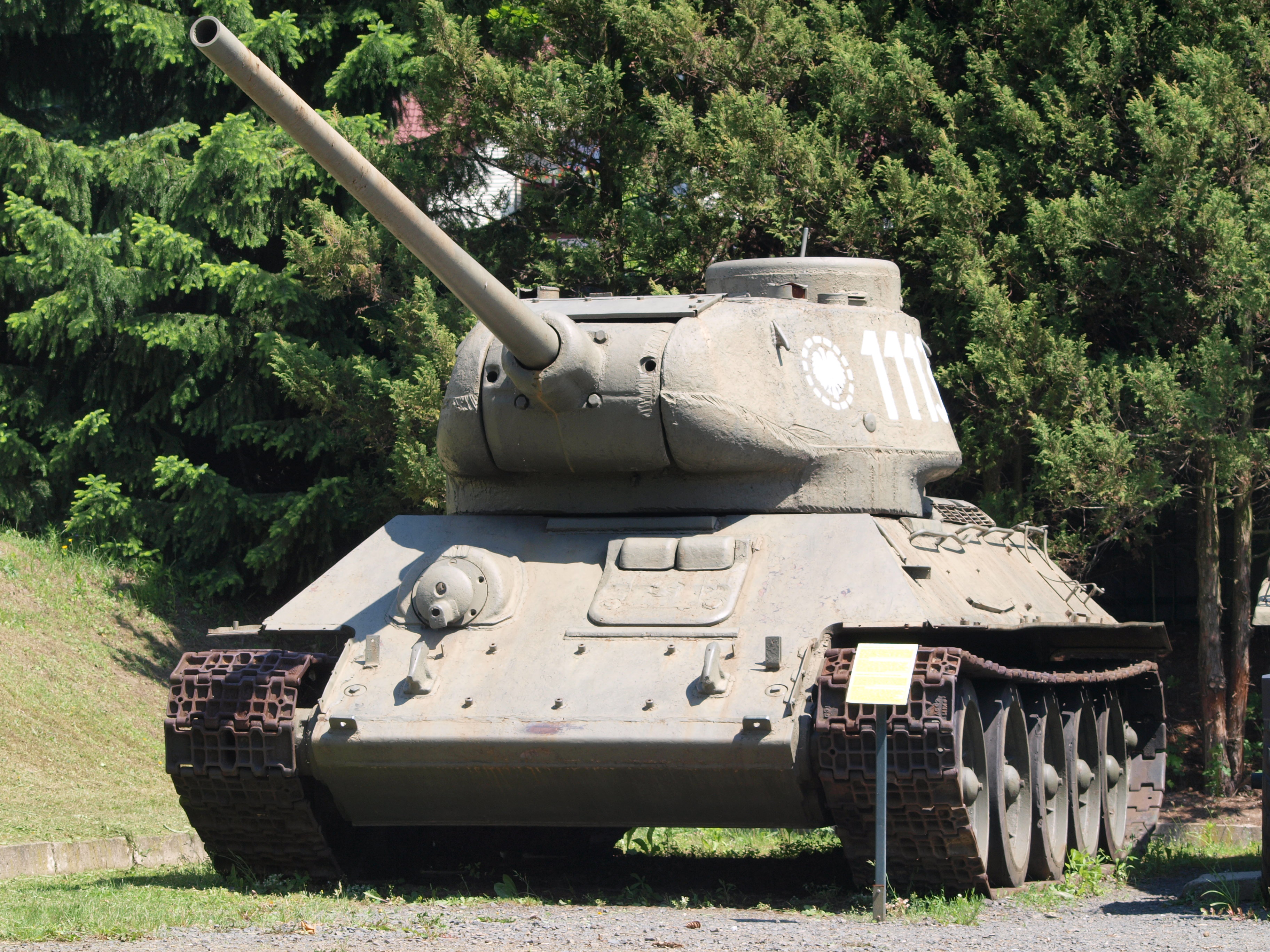
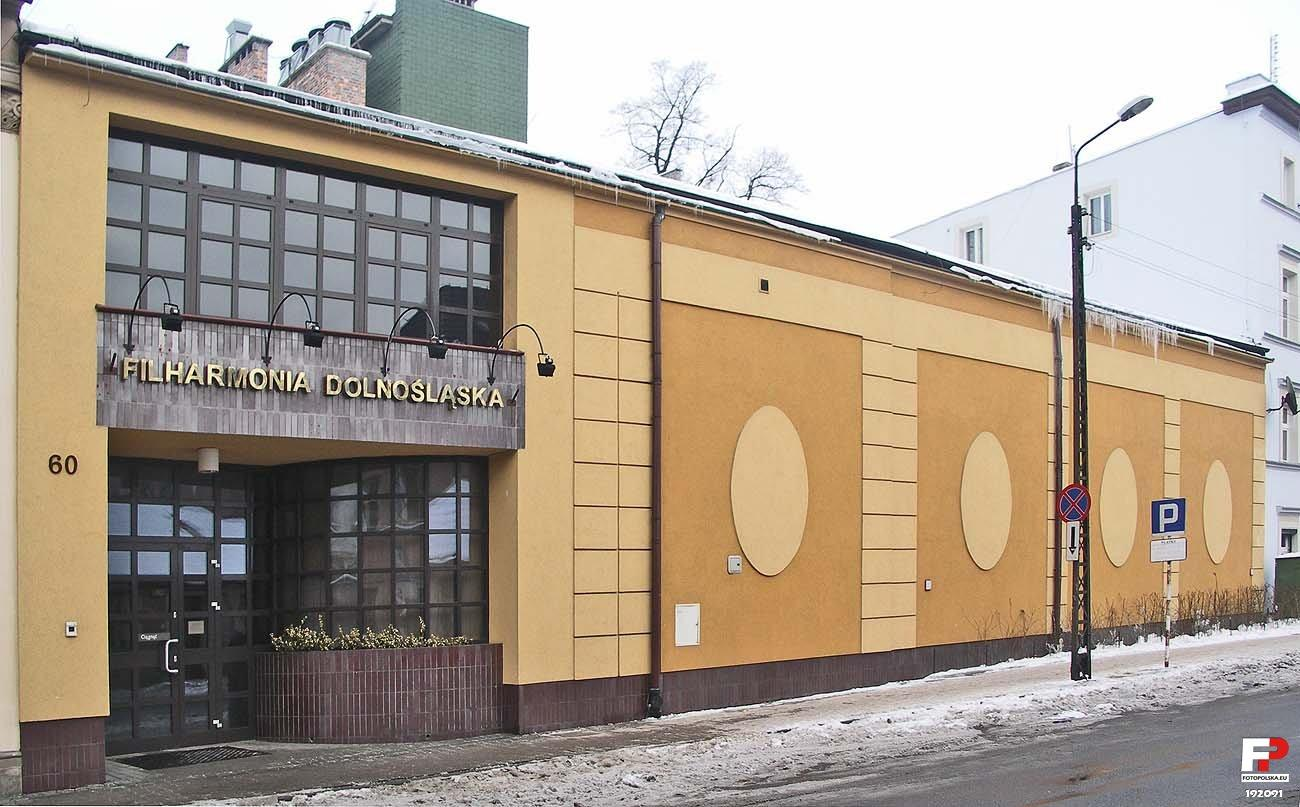
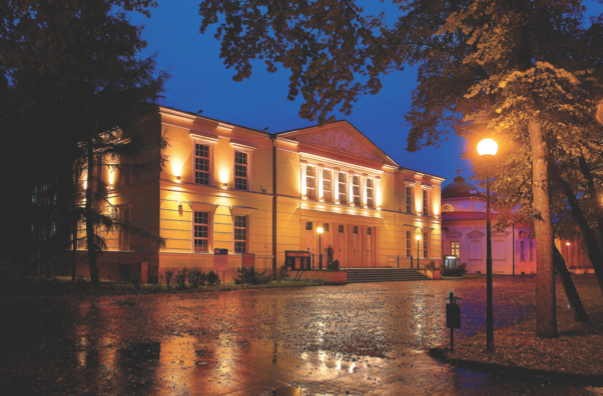
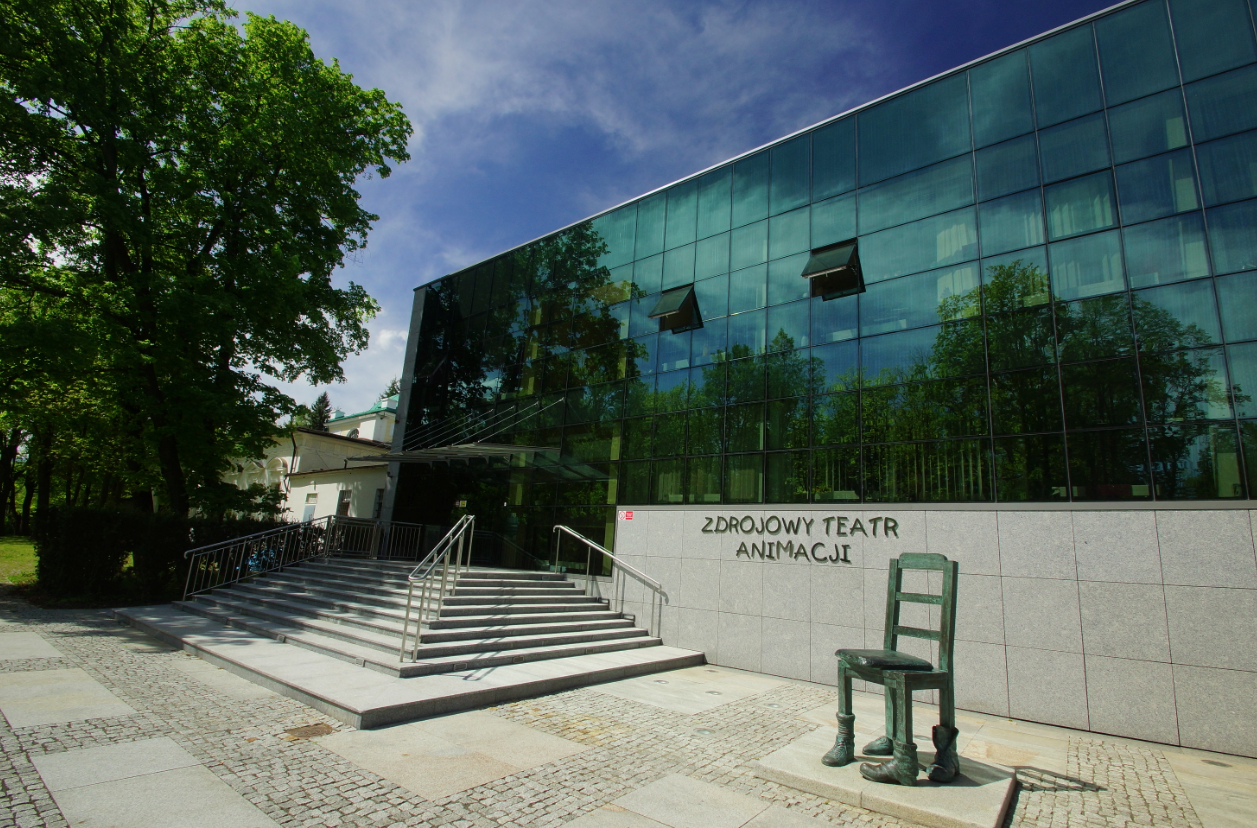